# ČSD-Baureihe 475.1
Die Lokomotive der ČSD-Baureihe 475.1 war eine für den Universaldienst konzipierte Schlepptenderlokomotive der einstigen Tschechoslowakischen Staatsbahnen (ČSD), die in Plzeň von Škoda hergestellt wurde. Wegen ihres eleganten Äußeren erhielten die Lokomotiven vom Betriebsdienst den Spitznamen „Šlechtična“ (Edelfrau).

## Geschichte

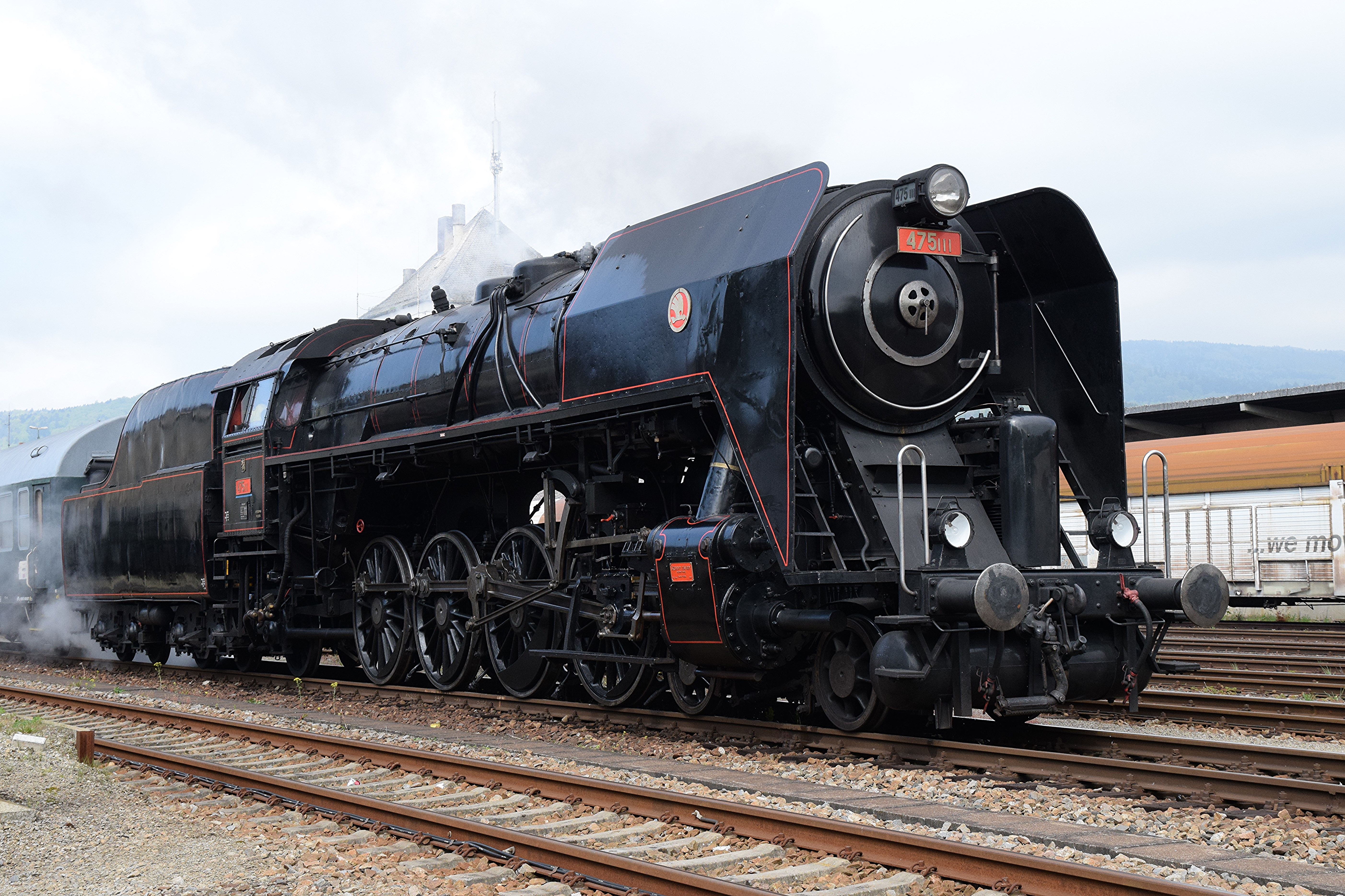
475 111, Ansicht von rechts vorne

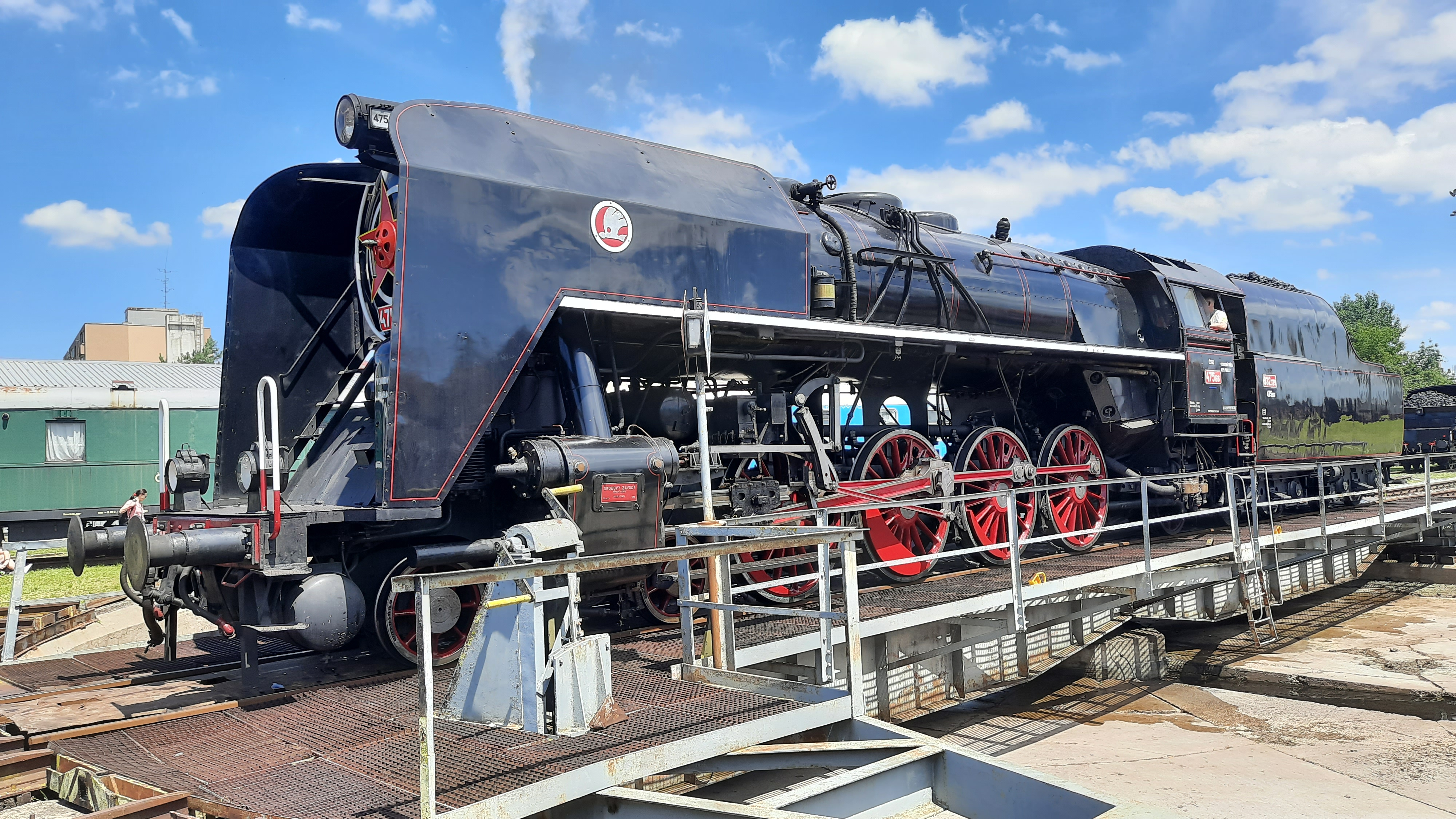
475 196, Bratislava

Entworfen wurde sie für die Beförderung von Personen-, Eil- und Schnellzügen im hügeligen Gelände und für den Transport schneller Güterzüge. 172 Lokomotiven wurden bei den Škodawerken in Plzeň bestellt, von der ČSD wurden aber nur 147 Maschinen abgenommen. Die Fahrzeuge mit den Nummern 1148 bis 1172 gingen im Rahmen sozialistischer Hilfe in das heutige Nordkorea.
Die Lokomotiven der Reihe 475.1 waren äußerst vielseitig verwendbar. Durch den niedrigen Achsdruck von 15 t waren sie auch auf Strecken mit weniger tragfähigem Oberbau geeignet. Bei ihrer Konstruktion waren mehrere fortschrittliche Elemente, z. B. Rollenachslager, mechanische Rostbeschickung, automatische Schmierung und Doppelblasrohr der Bauart Kylchap verwendet worden. Die Lokomotive ist durchgängig in Schweißkonstruktion hergestellt.
Ihr Einsatzgebiet waren vornehmlich schwere Reisezüge in den Mittelgebirgen Böhmens und der Slowakei. Sie waren in der Lage, einen Zug von 600 t in der Ebene mit 100 km/h zu befördern, dieselbe Masse auf einer Steigung von 5 ‰ mit 60 km/h und auf 10 ‰ mit 32 km/h. Dies und die außerordentlich elegante Erscheinung der Maschine brachten ihr den Spitznamen „Šlechtična“ ein.
Mit der Elektrifizierung der wichtigsten Hauptstrecken und der Beschaffung von Diesellokomotiven wurden die Lokomotiven ab den 70er Jahren langsam entbehrlich. 134 Maschinen waren 1972 noch im aktiven Einsatz. Besonders die Lieferung weiterer Lokomotiven der Reihe T 478.1 und T 478.3 bewirkten, dass die Baureihe 475.1 bis 1980 ausgemustert werden konnte. Die 475.179 war die letzte planmäßig eingesetzte Lok dieser Baureihe.
Einige Lokomotiven sind erhalten geblieben. Betriebsfähig erhalten sind die 475.101 in Brno, die 475.111 in Besitz des Iron Monument Clubs Plzeň, die 475.179 in Děčín und die 475.196 in Vrútky. 
Außerdem sind noch mehrere Fahrzeuge, z. B. die grüne 475.1142, in ausstellungswürdigem Zustand in den verschiedensten Depots hinterstellt.

## Fabriknummern
Quelle: 
475.101 bis 475.106 Škoda 1823–1828 1947
475.107 bis 475.161 Škoda 1829–1883 1948
475.162 bis 475.182 Škoda 1884–1904 1949
475.183 bis 475.199 Škoda 2606–2622 1950
475.1100 bis 475.1147 Škoda 2623–2670 1950
475.1148 bis 475.1172 Škoda 2711–2735 1951

## Galerie

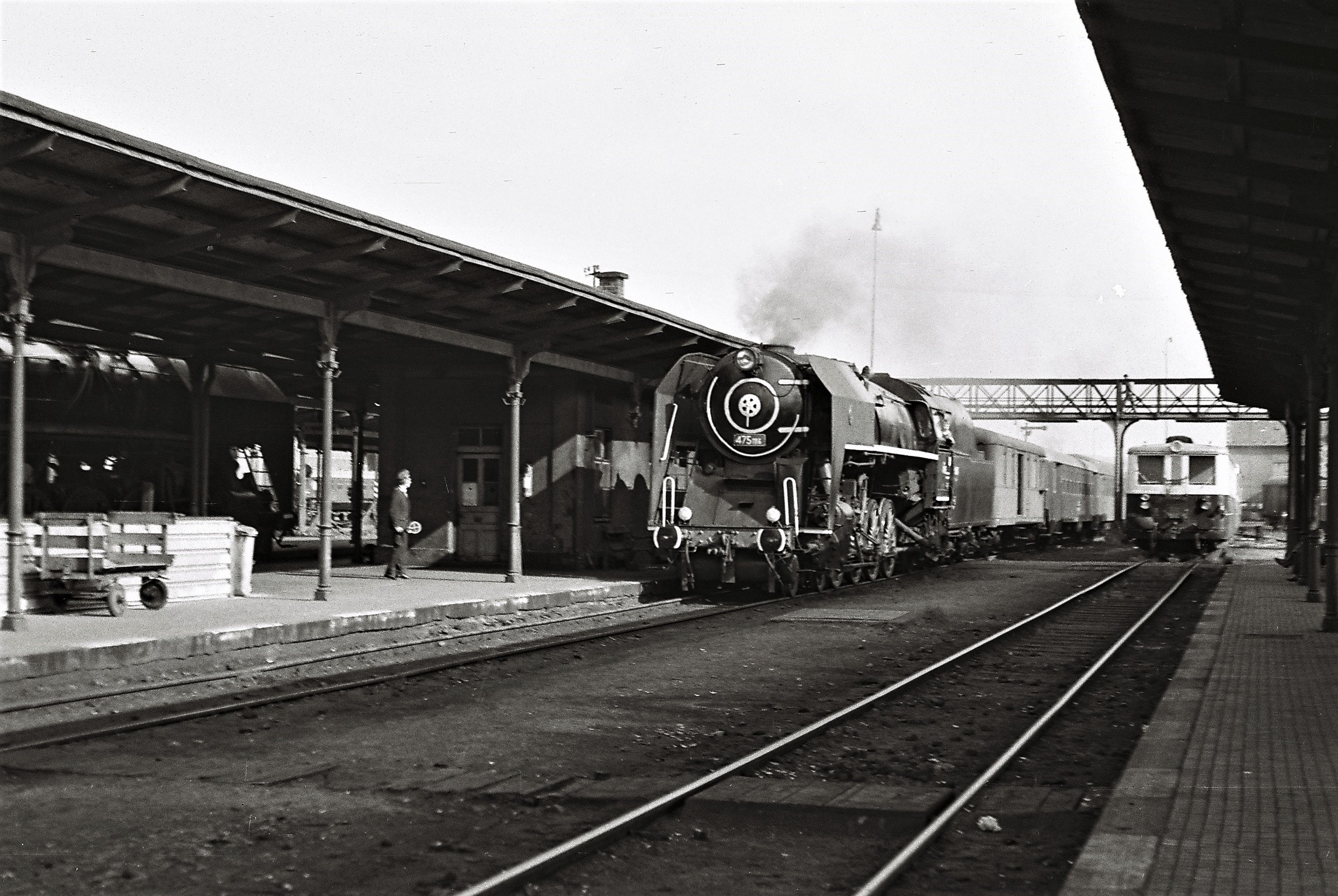
Historische Aufnahme eines Schnellzuges, bespannt mit der 475.136 1972 in Liberec
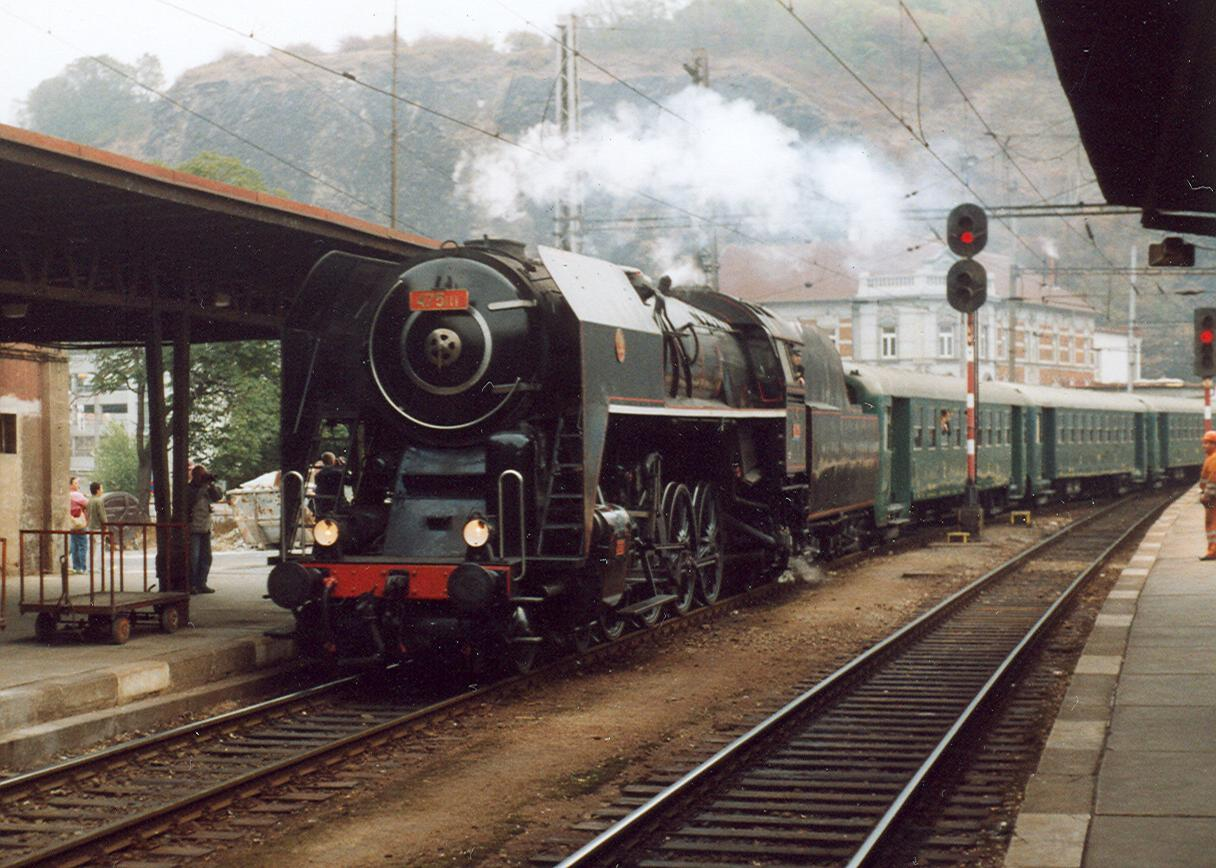
475.111 vor einem Sonderzug in Ústí nad Labem
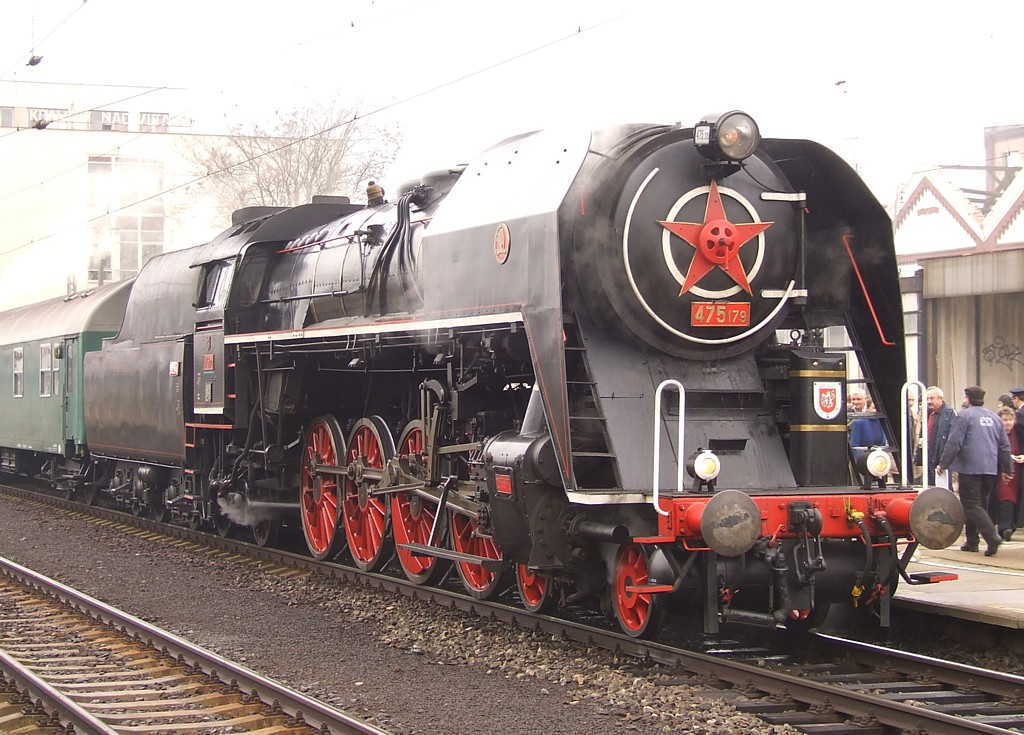
475.179 mit Sonderzug in Kralupy
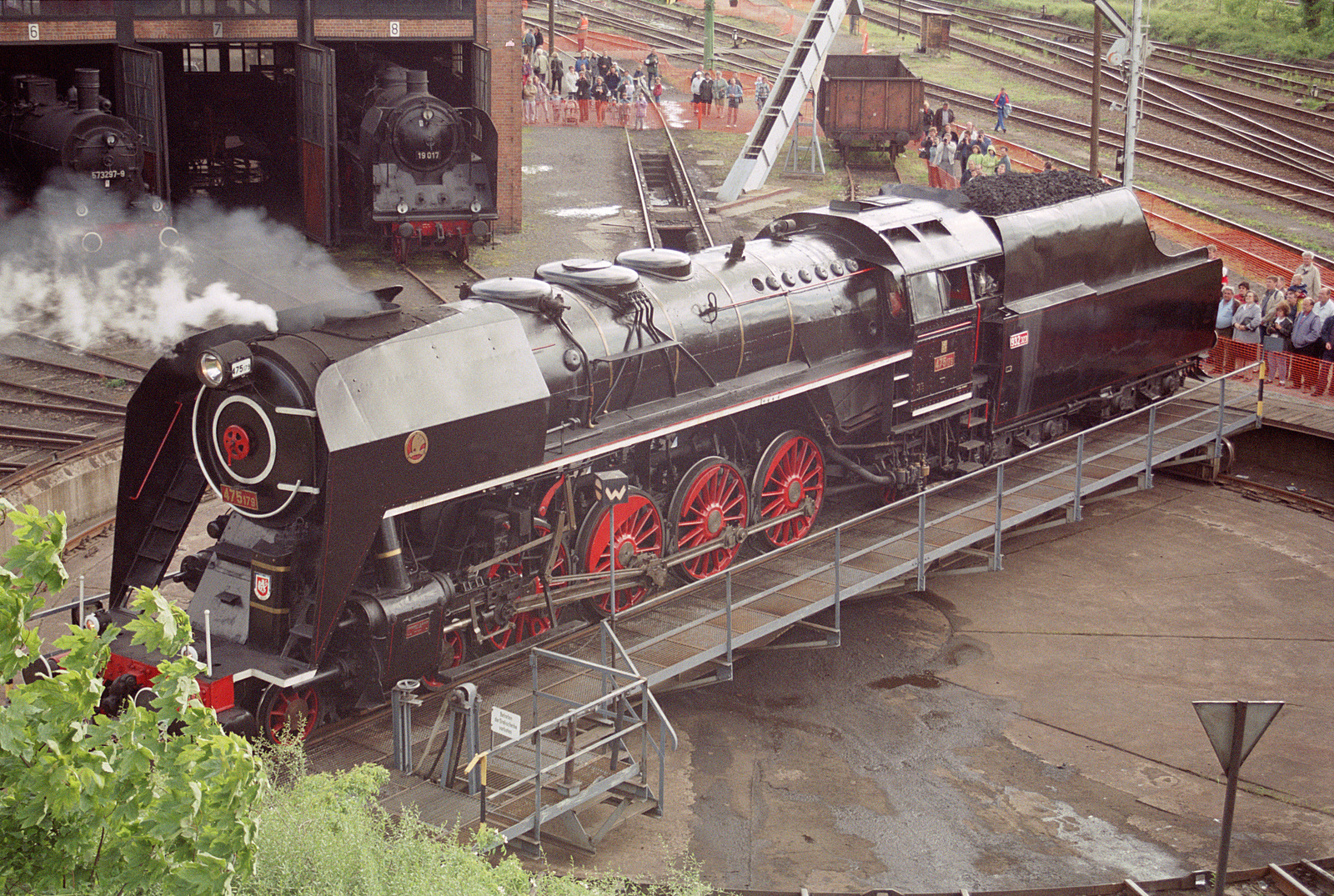
475.179 auf dem Dresdner Dampflokfest
- ČSD-Baureihe 475.1